# 滨海雅尔
滨海雅尔（法語：Jard-sur-Mer，法語發音：[ʒaʁ syʁ mɛʁ]）是法国卢瓦尔河地区大区旺代省的一个市镇，位于该省西部偏南，大西洋海滨，属于莱萨布勒多洛讷区。

## 地理
滨海雅尔（46°24'59"N, 1°34'36"W）面积16.57 平方千米，位于法国卢瓦尔河地区大区旺代省，该省份为法国西部沿海省份，北起大西洋卢瓦尔省和曼恩-卢瓦尔省，西临大西洋，南至滨海夏朗德省，东部及东南部与德塞夫勒省接壤。
与滨海雅尔接壤的市镇（或旧市镇、城区）包括：圣樊尚叙雅尔、塔尔蒙-圣伊莱尔。

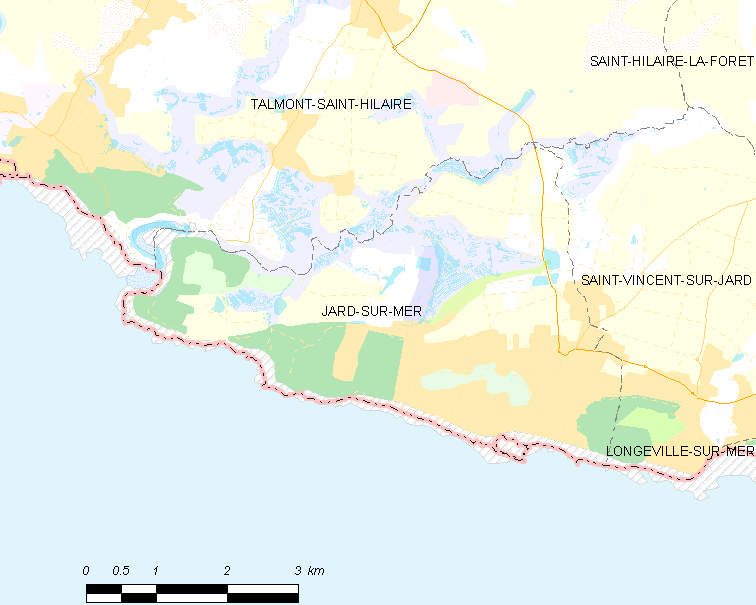
滨海雅尔的OSM定位图

滨海雅尔的时区为UTC+01:00、UTC+02:00（夏令时）。

## 行政
滨海雅尔的邮政编码为85520，INSEE市镇编码为85114。

## 政治
滨海雅尔所属的省级选区为塔尔蒙-圣伊莱尔县。

## 人口

1962-2008年间滨海雅尔人口变化图示

滨海雅尔于2022年1月1日时的人口数量为3046人。